# Isidor Achron

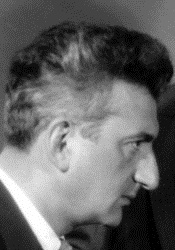
Isidor Achron

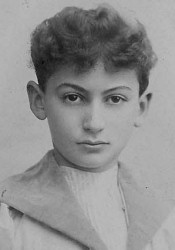
Joseph Achron als junger Mann

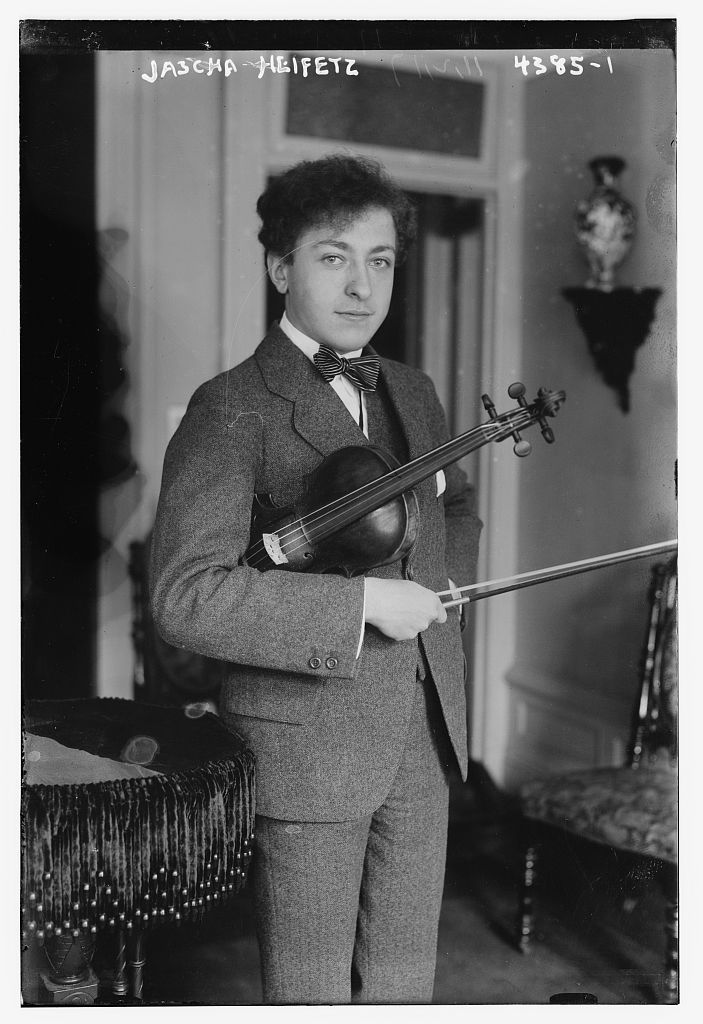
Jascha Heifetz

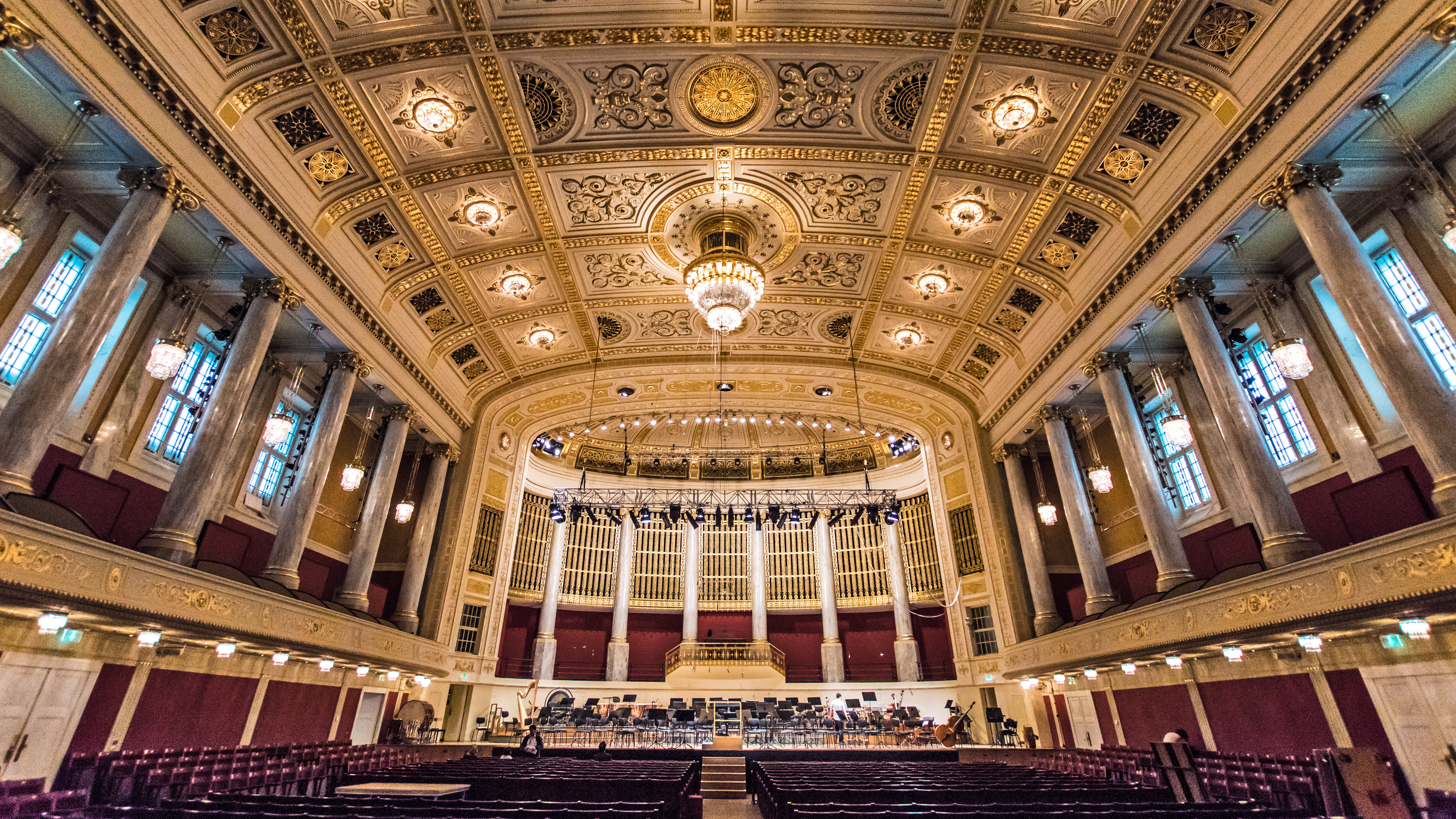
Großer Saal, Wiener Konzerthaus

Isidor Juljewitsch Achron (russisch Изидор Юльевич Ахрон; englische Transkription Isidor Yulyevich Achron; * 30. Oktoberjul. / 11. November 1892greg. in Warschau, Kongresspolen; † 12. Mai 1948 in New York City) war ein Pianist, Komponist und Musikpädagoge.
Er wurde vor allem als Klavierbegleiter von Jascha Heifetz bekannt.

## Leben

### Kindheit und Familie, Zeit in Europa, 1892 bis 1922
Isidor Achron war der jüngste Bruder von Joseph Achron. Ersten Klavierunterricht erhielt Isidor von seinem Vater. Er studierte am Sankt Petersburger Konservatorium. Klavierunterricht hatte er bei Nikolai Dubasow und Anna Jessipowa, Kompositionslehre bei Anatoli Ljadow und Instrumentationslehre bei Maximilian Steinberg. Ab 1913 war er Mitglied der Gesellschaft für jüdische Volksmusik in St. Petersburg. 1915 wurde er graduiert. Danach begab er sich auf seine erste Konzertreise durch Russland. Während des Ersten Weltkrieges diente er drei Jahre in der russischen Armee. 1922 gastierter er drei Mal im Beethovensaal in Berlin, zunächst im April, danach noch am 26. Oktober und am 8. Dezember, dem letzten Konzert vor der Emigration in die Vereinigten Staaten.

### Emigration in die Vereinigten Staaten, Konzertreisen mit Jascha Heifetz, 1923 bis 1933
Am 4. Februar 1923 gastierte er in der Carnegie Hall.  Jascha Heifetz sendete Achron am 21. März 1923 ein Telegramm, in welchem er anfragte, ob dieser Heifetz auf einer einjährigen Konzerttournee vom 1. Mai 1923 bis 1. Mai 1924 als Klavierbegleiter zur Verfügung stehen würde. Beide hatten schon in Russland gemeinsam musiziert. Diese Anfrage veränderte sein Leben. Für die nächsten zehn Jahre war er dessen Hauptklavierbegleiter. Sie spielten zusammen viele Werke ein und gestalteten viele Violin- und Kammermusikkonzerte auf der ganzen Welt. Die Tournee führte sie 1923 unter anderem nach Tokio, Shanghai und Honolulu. 1924 und 1925 folgten Konzerte in den Vereinigten Staaten und Kanada. Ende des Jahres 1925 ging es nach Europa. So gastierten sie im Dezember bei den Brand Lane Concerts in Manchester. Ihr erstes Konzert auf dem Kontinent gaben sie am 22. Januar 1926 in Berlin. Im Großen Saal des Wiener Konzerthauses traten sie am 26. Januar und 1. Februar auf. Der Tourneeverlauf führte sie im Laufe des Jahres nach China, Japan und Australien. Nach ihrer Rückkehr gaben sie noch einmal am 30. November 1926 ein Konzert im Wiener Konzerthaus. 1927 setzten sie ihre Welttournee fort. Diese sie führte sie über Spanien Portugal, Ägypten, Indien, China nach Japan. Am 11. Mai 1927 erreichten sie mit der Aki Maru Brisbane und darauf Sydney in Australien.  Ihr erstes Konzert gaben sie am 14. Mai in der Town Hall in Sydney. Über den Sommer spielten sie in Australien und Neuseeland über 40 Konzerte. Im September erreichten sie Honolulu. Über Hawaii gelangten sie schließlich wieder in die Vereinigten Staaten. 1928 erhielt Achron die Staatsbürgerschaft der Vereinigten Staaten. Es folgten 1928 bis 1930 ausgedehnte Konzertreisen durch Nordamerika. Im Oktober 1930 wurde er von seiner Frau Evdokia geschieden, die er am 4. August 1919 in Leningrad geheiratet hatte. Beide hatten sich schon am 27. September 1929 getrennt. Die Begründung der Scheidung war die Vernachlässigung Evdokias während Isisdor Achrons umfangreichen Konzertreisen. Beide hatten zuvor eine gemeinsam Wohnung in Los Angeles.

### Späte Jahre, Zeit in den Vereinigten Staaten, 1933 bis 1948

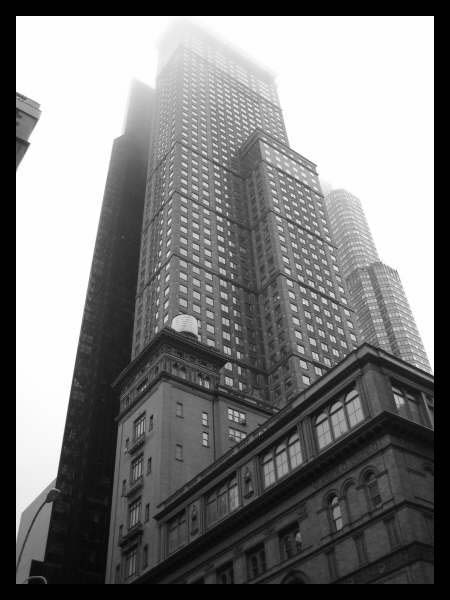
Carnegie Hall

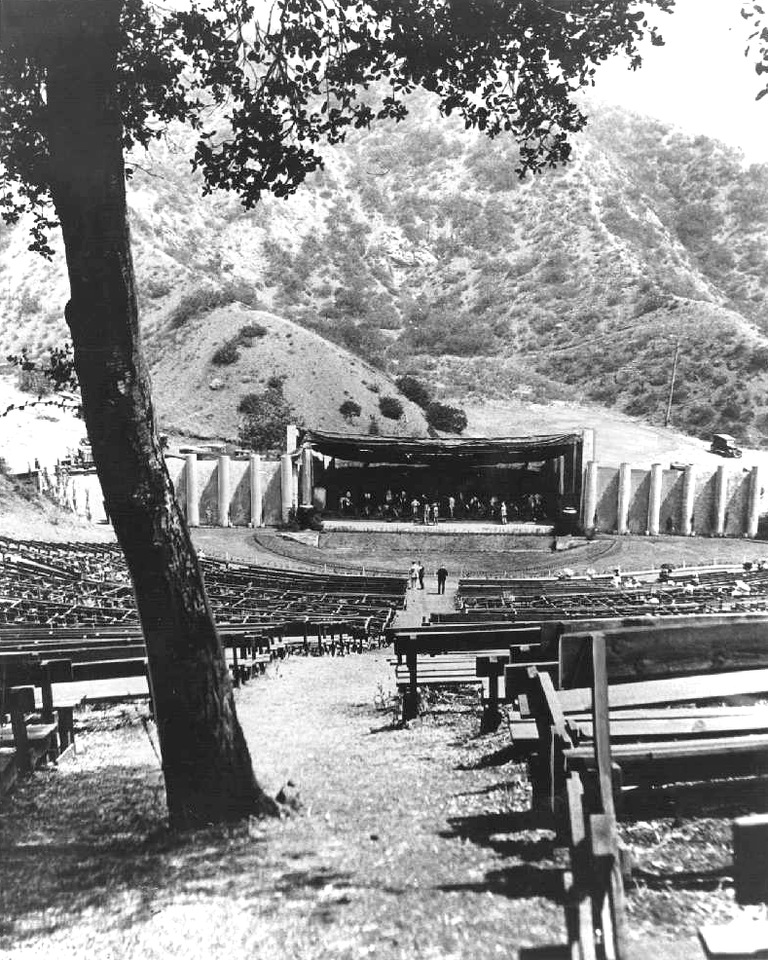
Hollywood Bowl, 1922

1933 trennten sich die Wege der beiden Musiker und Isidor Achron versuchte eine Solokarriere zu starten. So kehrte er am 10. November 1933 als Solist in die Carnegie Hall zurück. Er unterrichtete jetzt auch wieder vermehrt. Zu den Schülern in dieser Zeit zählte der Unterhaltungskünstler Phil Baker (1896–1963) und Fred Allen. Am 7. April 1934 begleitete er seinen Bruder Joseph Achron bei einem Violinabend in der Town Hall in New York City. Im weiteren Verlauf des Jahres begab er sich dieses Mal als Solist auf eine Konzerttournee nach Europa. So gastierte er im Juni in der Aeolian Hall in London. Am 14. Juni 1935 heiratete Isidor Achron die Mezzosopranistin Lea Karina (* 1914 in Helsinki; † 22. Dezember 1988 in New York City) und am 11. August 1935 spielte er in der Hollywood Bowl den Solopart im 1. Klavierkonzert von Franz Liszt unter der Leitung von Bernardino Molinari.  Im Juni 1936 wurde er in die nationale Führung des MAILAMM, Machon Erez-Israeli leMadaei haMusika, American Palestine Music Association, gewählt. 1937 war er Vizepräsident und Vorsitzender des Künstler- und Programmkomitees. Im Laufe des Jahres erfolgte eine weitere Europatournee, die in nach Mailand, Paris und London führte. Mit seinem kompositorischen Schaffen trat er im Dezember 1937 in Erscheinung. Im Juli des Jahres hatte er sein 1. Klavierkonzert begonnen und fertiggestellt. Er war Solist bei der Uraufführung mit dem New York Philharmonic Orchestra unter Leitung von John Barbirolli. 1938 wurde er ins Präsidium des MAILAMM, Machon Erez-Israeli leMadaei haMusika, American Palestine Music Association, aufgenommen. In den folgenden Jahren komponierte er vermehrt, unterrichtete und trat als Solist und Begleiter in gemeinsamen Konzerten mit seiner Frau auf. Er gastierte das letzte Mal am 20. November 1946 in der Carnegie Hall. Zuvor spielte er am 15. November 1946 in der Orchestra Hall in Chicago. Am 12. Mai 1948 starb er in seiner Wohnung in Manhattan an einem Herzinfarkt.

## Werke
Die Yale University Library besitzt die Isidor Achron Papers aus dem Nachlass seiner Frau Lea Karina. Sie enthalten Kompositionen in Manuskript und Druck, Arrangements von Isidor Achron, aber auch Noten von Werken anderer Komponisten.
- Balerina-Valse.
- Valse intime für Klavier solo, New York, Carl Fisher, 1934. Achron spielte das Stück selbst bei seinen Klavierabenden so am 10. November 1935 im Y. M. H. A. Auditorium (Young Men's and Women's Hebrew Association) in Scranton.[42] OCLC 22359001
- Love me for a while, Walzerlied, Text: Paul Francis Webster; New York. Carl Fisher, 1934.
- Do you know, that the moon can talk, 1937 unter dem Pseudonym Julian Dorr, Chappell & Co. Ltd.
- Klavierkonzert Nr.1 b-moll op.2. Die Uraufführung fand mit Isidor Achron als Solist am 9. Dezember 1937 in der Carnegie Hall mit dem New York Philharmonic Orchestra unter Leitung von John Barbirolli statt.[8] Das Werk besteht aus vier Teilen (Sätzen), die ohne Pause aufgeführt werden. Es dauert ungefähr 17 Minuten. Isidor begann am 1. Juli 1937 mit der Komposition des Stücks und beendete die Arbeit am 29. Juli des Jahres.[43] OCLC 725334052
- Klavierkonzert Nr.2 A – Dur op.3, 1942 I Allegro II Andante religioso III Allegro. OCLC 55684338
- Valse dramatique für Violine und Klavier op.4, auch Fassung für Klavier solo, Carl Fischer, 1941 OCLC 8419932
- Sonett Nr. 1 für Violine und Klavier op.5, auch Fassung für Klavier solo; New York, Carl Fisher 1939[44] OCLC 498353867
- Sonett Nr. 2 für Violine und Klavier op.6, auch Fassung für Klavier solo. OCLC 48992905
- Suite grotesque für Klavier op.7, I Gavotte II Minuet grotesque III Tango grotesque IV Polka grotesque V Valse grotesque. OCLC 81775349
- Valse fantastique für Violine und Klavier op.8.
- Nocturne fantasia op.9, Fassung für Klavier, New York, Carl Fisher, 1943[45], auch Fassungen für Violine und Klavier, sowie Violoncello und Klavier. OCLC 82033814
- Gavotte satirique für Violoncello und Klavier op. 10[8]
- Gavotte satirique op.10, Fassung für Klavier, New York, Carl Fischer, 1943[46] OCLC 15300932
- Improvisation für Violine mit Klavierbegleitung op.11, New York, Carl Fischer, 1946 OCLC 26707033
- Improvisation für Theremin und Klavier op.12, 1945; uraufgeführt im November 1945 in der Town Hall (New York City) Solistin war Lucie Bigelow Rosen (1890–1968)[47] auch Fassung für Violine und Klavier
- Sonett Nr. 3 op. 13 für Klavier, G. Schirmer, 1949 OCLC 1099818269
- Sonate für Klavier op.14.
- They came to tell me your faults. für Gesang und Klavier, Text: Sarah Teasdale.
- Happy birthday FDR (oder A birthday song for FDR), ein Geburtstagslied für Franklin D. Roosevelt, Text: Friede Rothe. Das Stück wurde am 30. Januar 1944 bei einem Konzert des New Yorker Rundfunksenders WQXR von Achron und seiner Frau Lea Karina aufgeführt und im Rundfunk übertragen.[48]

## Einspielungen
- Improvisation für Theremin und Klavier, 1945. Lidija Kawina, Theremin. Joshua Pierce, Klavier. In: Music From The Ether – Original Works For Theremin [Musik aus dem Aither – Originalwerke für das Theremin]. Mode 76, 1999.
- Klavierkonzert Nr. 1 und Nr. 2. Barry Goldsmith, Klavier. Royal Scottish National Orchestra. Ltg. David Amos. Kleos Classics 5134.

## Anekdoten
Mehrere US-amerikanische Zeitungen berichteten zu Beginn des Jahres 1948 Isidor Achron habe das Kleidungsstück Double-Breasted Tuxedo [Zweireihiger Smoking] in den Vereinigten Staaten eingeführt. Isidor Achron und Jascha Heifetz hätten 1923 in London den Schneider Henry Poole aufgesucht. Achron hätte den Schneider beauftragt einen zweireihigen Smoking nach seinen Wünschen anzufertigen. Heifetz hätte sich darüber despektierlich geäußert und Achron abgeraten das Kleidungsstück zu tragen. Im nächsten Jahr hätten sich beide an dleicher Stelle wieder eingefunfen und Heifetz hätte entgegen seiner vorjährigen Meinung gleich zwei dieser Kleidungsstücke bestellt.
Eine weitere Anekdote veröffentlichte The Vancouver Sun am 10. August 1946. Bei einem Friseurbesuch habe sich Achron mit diesem über dessen Musikgeschmack unterhalten. Der habe ihm beteuert, dass ihm keine ernste, klassische Musik, sondern nur populäre Musik gefalle. Als Achron ihn aufgefordert habe ihm seine Lieblingsstücke zu nennen, habe der Friseur zwar keine Namen nennen können, ihm aber einige Themen vorgesummt. Darunter seien ein Thema aus einem Konzert von Peter Tschaikowski und das Wiegenlied von Johannes Brahms gewesen. Nachdem Achron ihn über die Herkunft der Melodien aufgeklärt habe, habe der Friseur erkannt, dass er unbewusst sehr wohl ein Faible für klassische Musik hatte.